# Oxistannomicrolita
L'oxistannomicrolita és un mineral de la classe dels òxids, que pertany al grup de la microlita. També és coneguda com a sukulaïta.

## Característiques
L'oxistannomicrolita és un òxid de fórmula química Sn₂Ta₂O₆O. Va ser aprovada com a espècie vàlida per l'Associació Mineralògica Internacional l'any 2010. Les antigues espècies estannomicrolites d'Ercit et al. (1987) estàn desacreditades per l'IMA i es classifiquen actualment com a oxistannomicrolita. Les estannomicrolites d'Uher et al. (2008) són en realitat calciomicrolites o un altre membre del grup de la microlita.
Segons la classificació de Nickel-Strunz, l'oxistannomicrolita pertany a «04.DH: Òxids amb proporció Metall:Oxigen = 1:2 i similars, amb cations grans (+- mida mitjana); plans que comparteixen costats d'octàedres» juntament amb els següents minerals: brannerita, ortobrannerita, thorutita, kassita, lucasita-(Ce), bariomicrolita, bariopiroclor, betafita, bismutomicrolita, calciobetafita, ceriopiroclor, cesstibtantita, jixianita, hidropiroclor, natrobistantita, plumbopiroclor, plumbomicrolita, plumbobetafita, estibiomicrolita, estronciopiroclor, estibiobetafita, uranpiroclor, itrobetafita, itropiroclor, fluornatromicrolita, bismutopiroclor, hidrokenoelsmoreïta, bismutostibiconita, oxiplumboromeïta, monimolita, cuproromeïta, stetefeldtita, estibiconita, rosiaïta, zirconolita, liandratita, petscheckita, ingersonita i pittongita.

## Formació i jaciments
Va ser descoberta a les pegmatites de Sukula, a la localita de Tammela, dins de Tavastia Pròpia, a Finlàndia. Es tracta de l'únic indret de tot el planeta on ha estat descrita aquesta espècie mineral.